# 秋山義方
秋山 義方（あきやま よしかた）は、江戸時代後期の医師、蘭学者、武士。八王子千人同心。

## 略歴
八王子千人同心を継ぐ。初め古医学、40歳を過ぎて江戸で蘭学を学ぶ。八王子市万町に蘭方眼科医を開く。小林亨庵に医学、湊長安に眼科を学んだ（古医学）。
天保2年（1831年）、高野長英が門人と共に義方の家に数日滞在。安政4年（1857年）、青木芳斎と共に『済生三方付医戒』の金属活版印刷本を出版した。
ほか、オランダ語辞書『クンストウォーデンブーク』、兵書『シキートウーヘニング』（歩兵教練本）も活版印刷出版している。